# Дорси: пет опаких година музике за цео живот
Дорси : пет опаких година музике за цео живот (енгл. The Doors: A Lifetime of Listening to Five Mean Years) је стручна монографија Грејл Маркуса (енгл. Greil Marcus) америчког писца, музичког новинара и културног критичара. Књига је објављена 2011. године. Српско издање у преводу Зорана Пауновића објавила је издавачка кућа Clio из Београда 2022. године.

## О аутору
Грејл Маркус (Сан Франциско, Калифорнија, САД, 19. јун 1945) је амерички писац, музички новинар и културни критичар. Значајан је по стварању научних и књижевних есеја који рок музику стављају у шири оквир културе и политике. Последњих година предавао је на Берклију, Принстону, Минесоти, Њујорку и Новој школи у Њујорку. Живи у Оукланду у Калифорнији.

## О књизи
О књизи Дорси : пет опаких година музике зцео живота, њен преводилац на српски језик Зоран Пауновић је рекао:
Уместо заморне фактографије, таблоидног сензационализма и сумњивог мистицизма, Грејл Маркус нуди узбудљиве и дубоке критичке и културолошке увиде, чиме убедљиво потврђује како свој статус једног од водећих светских рок критичара и историчара културе, тако и непролазну вредност поезије Џима Морисона и музике групе Дорс.
Поднаслов књиге Дорси који гласи Пет опаких година музике за цео живот предочава разлог ауторове фасцинираности овим бендом, као и начин приступа писања о њему. У средишту пажње је пре свега музика, а не ни мит око групе Дорси, ни вео мистерије којом су обавијени, нити култ смрти Џима Морисона, као и периодом чијом се персонификацијом он неретко сматра.
Аутор Грејл Маркус у овој књизи настоји да пружи одговор на питање, како то да четрдесет година након распада групе и Морисонове смрти, и даље није могуће провести два сата у вожњи, а не чути на радију бар једну њену песму. Покушава одгонетнути и то како то да је бенд који је постојао свега пет година до данас остао слушанији од готово свих који су стварали у истом периоду. Одгонета како је дух Дорса остао нетакнут зубом времена.
Маркус наводи како је књига започета у оним ноћима које је са својом супругом Џени проводио у дворани Авалон болрум у Сан Франциску, чекајући наступе Дорса. Приликом изласка узимали су флајере и, ко зна како, током следећих четрдесет година проведених у пет различитих кућа, ти флајери су остали сачувани.
Књига Дорси : пет опаких година музике за цео живот је илустрована са једанаест фотографија и илустрација (стране 5, 21, 58, 91, 95, 102, 103, 121, 161, 162 и 219). Називи песама, албума и рок група споменутих у књизи писани су изворном транскрипцијом; једини изузетак представља група чије се име налази на корицама: Дорси су колективни главни јунак књиге, па је њихово име, као и сва имена појединачних протагониста, писано српском транскрипцијом.